# Umírající labuť
Umírající labuť (rusky:Умирающий лебедь) je výrazné baletní sólo (Pas seul) choreografa Michaila Fokina pro primabalerínu Annu Pavlovou na hudbu violoncellového sóla Le Cygne (labuť) z předposlední věty hudební suity Karneval zvířat (Le carnaval des animaux) (1886) Camille Saint-Saënse. Jeho délka jsou dobré tři minuty.
Balet byl zkomponován speciálně pro Annu Pavlovou a jeho choreografie měla první provedení 22. prosince 1907 v Mariinském divadle v Petrohradu. Kostým labutě byl od Léona Baksta.

## Předlohy, vznik a provedení
Postava umírající labutě pochází z baletu Labutí jezero Petra Iljiče Čajkovského. Princezna Odeta, začarovaná jako labuť, se tam obětuje pro svého prince Siegfrieda. Zejména kostýmy labutí v premiérách byly podobné, ale v Labutím jezeře není žádné sólo smrti. Jako další předloha se uvádí báseň The dying Swan (1830) Alfreda Tennysona.
Primabalerina Anna Pavlova, inspirovaná labutěmi, které viděla ve veřejných parcích, a básní Lorda Tennysona Umírající labuť, požádala Michela Fokina, aby pro ni v roce 1905 vytvořil sólový tanec na galakoncert v Mariinském divadle. Fokine navrhl Saint-Saënsovo violoncellové sólo Le Cygne, které Fokine hrál doma na mandolíně za doprovodu kamaráda u klavíru a Pavlova souhlasila. Byla uspořádána zkouška a krátký tanec byl rychle dokončen.
Tanec sestává převážně z pas de bourrée doprovázeného máváním rukou. Famózní je především závěrečná póza sóla na levém koleni, kdy jsou paže složené přes nataženou pravou nohu jako křídla a hlava je v nich schovaná. Fokine v něm spojil prvky klasického baletu s novějšími pohybovými formami, které zaváděla především Isadora Duncan. Spojil tedy „starou techniku“ s „tancem celého těla a nejen končetin“.
Později (srpen 1931) pro americký odborný časopis Dance Magazine Fokine poznamenal:
Byla to skoro improvizace. Tančil jsem před ní, ona přímo za mnou. Pak tančila a já jsem šel vedle ní, zakřivil jí ruce a opravoval detaily póz. Před touto skladbou jsem byl obviňován z odmítání vysoké techniky pro použití tance naboso.
Umírající labuť byla moje odpověď na takovou kritiku. Tento tanec se stal symbolem nového ruského baletu. Bylo to spojení mistrovské techniky s výrazem. Bylo to jako důkaz, že tanec může a má uspokojit nejen oko, ale skrze oko má pronikat i do duše.
V roce 1934 Fokine řekl tanečnímu kritikovi Arnoldu Haskellovi:
Malé dílo, jak to je, [...] bylo tehdy „revoluční“ a obdivuhodně ilustrovalo přechod mezi starým a novým, protože zde využívám techniku starého tance a tradičního kroje. Vysoce rozvinutá technika je nezbytná, ale účelem tance není ukázat tuto techniku, ale vytvořit symbol věčného boje v tomto životě a všeho, co je smrtelné. Je to tanec celého těla a ne pouze končetin; oslovuje nejen oko, ale i emoce a představivost.
Francouzský kritik André Levinson napsal:
Se založenýma rukama na špičkách zasněně a pomalu krouží po jevišti. Rovnoměrnými, klouzavými pohyby rukou, vracejícími se do pozadí, odkud se vynořila, se zdá, že usiluje o horizont, jako by ještě chvilku a poletí – prozkoumávat hranice vesmíru svou duší. Napětí se postupně uvolňuje a ona klesá k zemi, paže mávají slabě jako v bolesti. Pak zakolísá nepravidelnými kroky k okraji jeviště – kosti nohou se chvějí jako struny harfy – jedním rychlým klouzavým pohybem pravé nohy k zemi klesá na levé koleno – vzdušné stvoření zápasící s pozemskými pouty; a tam, ochromená bolestí, umírá.
Název zněl zpočátku jednoduše „Labuť" (rusky: лебедь) a vznikl na přání primabaleriny Pavlovy. Premiéra baletního sóla „Labuť“ se konala na charitativním koncertu sboru Mariinského divadla v sále šlechtického sněmu v Petrohradu dne 22. prosince 1907. V dalších vydáních Fokine choreografický náčrt s dramaturgií celého baletu již nazval „Umírající labuť“, i když ve finále hudebního provedení Saint-Saensova díla k žádnému tragickému konci nedošlo. Saint-Saens byl touto interpretací překvapen: v jeho hře labuť neumírá a hudba je napsána v durové tónině (G-dur). Kantilénní melodie violoncella znázorňuje plynulý pohyb labutě po vodní hladině a ruce baletky jako křídla tuto melodii zpívají širokým a plastickým tahem. Pas de bourres suivi v nohách je 6/8 klavírní arpeggio zobrazující vlnění vody na jezeře.
„Umírající labuť“ se stala vizitkou Anny Pavlové: předvedla ji asi 4000krát (včetně na tak odlehlých místech, jako je Buenos Aires a Lima) a podle legendy na smrtelné posteli v Haagu požádala, aby pro ni připravili kostým labutě. Ve Spojených státech byla premiéra v New Yorku, v Metropolitní opeře 18. března 1910.
V Novém německém divadle v Praze uvedl „Umírající labuť" Ruský balet dne 4,2.2014 v rámci šesti tanců pod společným názvem Festin.
Tanec byl téměř okamžitě velmi různě adaptován baletkami na mezinárodní úrovni. Výsledkem bylo, že Fokine v roce 1925 zveřejnil oficiální verzi choreografie, zvýrazněnou 36 fotografiemi jeho manželky Very Fokiny, která předváděla sekvenční pózy baletu.

## Kritický komentář
Fokinova vnučka Isabelle poznamenává, že balet neklade na tanečníka „obrovské technické požadavky“, ale klade na něj „obrovské umělecké nároky, protože každý pohyb a každé gesto by měly znamenat jiný zážitek“, který „vychází z někoho, kdo se pokouší uniknout smrti." Poznamenává, že moderní představení se výrazně liší od původního pojetí jejího dědečka a že dnešní tanec často vypadá jako variace Labutího jezera, které popisuje jako „Odette u dveří smrti“. Isabelle říká, že balet není o tom, že se baletka dokáže proměnit v labuť, ale o smrti, přičemž labuť je metaforou.

## Recepce
Taneční sólo se stalo symbolem umírání s největší něhou – ale také pro ješitnost a faleš některých jevištních hvězd.
Umírající labuť bývá používána jako motiv a je vhodná zejména pro parodie. Hudba Saint-Saënse původně zaznívala v parodické souvislosti ve zvířecí revue.
Dodnes se toto sólo často tančí. Balerína Maja Plisecká s ním vystupovala až do vysokého věku. V roce 1917 natočil Jevgenij Bauer filmový melodram s názvem „Umírající labuť", jehož součástí je i toto taneční sólo.
V upravené podobě je sólo běžné i v krasobruslení, kde je předváděla například Sonja Henie.